# Tunnel van Ensival
De tunnel van Ensival is een spoortunnel in Ensival, een deelgemeente van Verviers. De tunnel heeft een lengte van 380 meter. De dubbelsporige spoorlijn 37 gaat door deze tunnel.
Even ten noorden van de oostelijke tunnelingang mondt de Hoëgne uit in de Vesder.